# Mingi

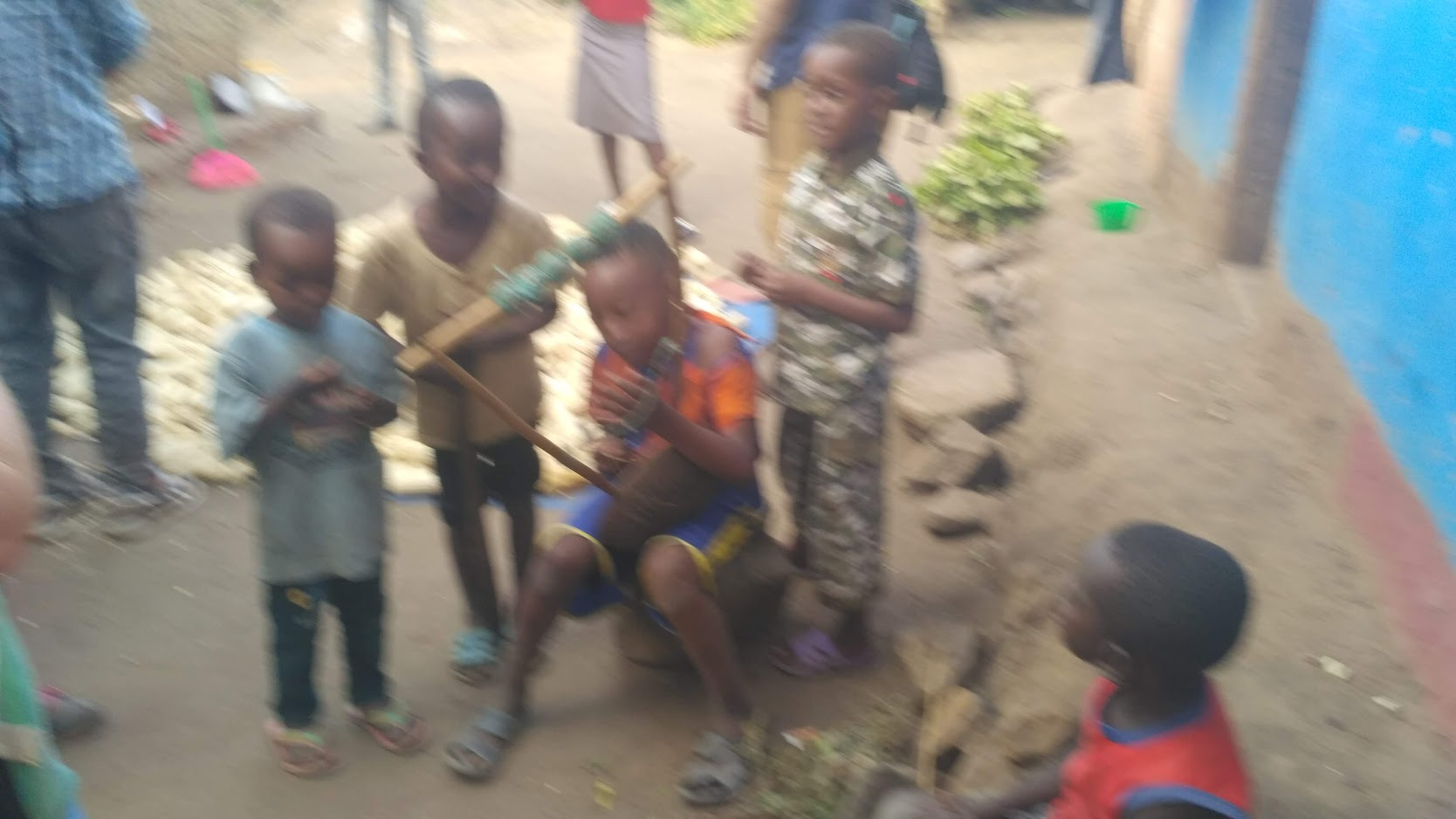
Des enfants Mingi jouent dans la cour de l’orphelinat de Ginko, en Ethiopie.

Mingi est la croyance traditionnelle parmi les tribus Karo et Hamer vivant dans le sud de l'Éthiopie selon laquelle les adultes et les enfants avec des anomalies physiques sont rituellement impurs. 
Ils sont soupçonnés d'exercer une influence néfaste sur les autres, de sorte que les enfants handicapés ont traditionnellement été éliminés sans un enterrement approprié.

## Pratique dumingi
Les raisons d'être déclaré impur comprennent la naissance hors mariage, la naissance de jumeaux, l'éruption de dents dans la mâchoire supérieure avant la mâchoire inférieure et l'ébrèchement d'une dent pendant l'enfance. Les victimes de cette pratique sont écartés et doivent vivre en marge et à distance de la tribu jusqu'à ce qu'ils succombent de faim ou soient la proie de prédateurs. D'autres sont noyés dans une rivière ou précipités d'une falaise.
Lorsque l’Italie a occupé l'Éthiopie dans le cadre de sa colonie de 1936 à 1941, le gouvernement colonial italien d'Afrique orientale a interdit la pratique du mingi parce qu'elle est considérée comme un crime.
En 2008, un membre de la tribu Karo, Lale Lubuko, a commencé à secourir des enfants jugés « mingi ». Le documentaire primé de 2011, Drawn From Water, relate les premières activités de sauvetage entreprises par Labuko. Avec le cinéaste et photographe californien John Rowe, il a fondé la Labuko's Omo Child Organization. À ce jour, plus de 37 enfants âgés de 1 à 11 ans ont été sauvés. Les enfants vivent dans une maison construite avec l'aide de John Rowe. 
Les Karos ont officiellement interdit cette pratique en juillet 2012, alors qu'environ 50 000 personnes continuent secrètement à la pratiquer dans d'autres communautés omotiques.

## Dans les arts
Un film sur cette pratique, Omo Child: The River and the Bush, réalisé par John Rowe est sorti en 2015.